# Aechmea fuerstenbergii
Aechmea fuerstenbergii es una especie fanerógama del género Aechmea. Esta especie es nativa de Perú y de Bolivia.